# Baía Farta
Baía Farta è una municipalità dell'Angola appartenente alla provincia di Benguela. Ha 109.985 abitanti (stima del 2006) ed una superficie di 6.744 km².
Il principale comune è l'omonimo Baía Farta.